# Loiano
Loiano (en dialecte bolonyès: Lujèn o Lujàn) és una ciutat i comune de la Ciutat metropolitana de Bolonya (antiga província de Bolonya), a la regió italiana d'Emilia-Romagna, a 714 msnm. L'autopista SS65 connecta la població amb Bolonya, 35 km al nord, i Florència, 73 km al sud.
L'1 de gener de 2018 tenia 4.288 habitants.
Dins el municipi hi ha un observatori astronòmic de la Universitat de Bolonya. Porta el nom de l'astrònom Giovanni Cassini.